# Srez
Srez (serbisch-kyrillisch Срез) war im Fürstentum Serbien, im Königreich Serbien und in Jugoslawien die Bezeichnung für eine Verwaltungseinheit zwischen Okrug (Bezirk) und Opština (Gemeinde). Die Srezovi (Mz.) waren den Okruzi untergeordnet und umfassten mehrere einzelne Gemeinden.
1965 wurden die Srezovi abgeschafft und sind seither keine Verwaltungseinheit mehr, werden aber dennoch im Katasterwesen weiter benutzt. Eine gleichartige Verwaltungseinheit waren die Ujesde in Russland bzw. der Sowjetunion.